# ロドルフォ・ボディポ
ロドルフォ・ボディポ・ディアス（Rodolfo Bodipo Díaz 、1977年10月25日 - ）は、スペイン・ドス・エルマーナス出身のサッカー選手。ポジションはフォワード。赤道ギニア代表である。

## 経歴

### クラブ
赤道ギニア出身の父親とスペイン出身の母親の元、セビリア県のドス・エルマーナスに生まれた。下部リーグのCDイスラ・クリスティーナでキャリアをスタートさせ、スペインでまずまずのゴール数を記録している。1998年にレクレアティーボ・ウエルバに移籍し、セグンダ・ディビシオン（2部）での3シーズンで96試合に出場して21得点を挙げた。2001年にはセグンダ・ディビシオンに降格したばかりのラシン・サンタンデールに移籍し、1シーズンでのプリメーラ・ディビシオン（1部）昇格に貢献した。2004年にはセグンダ・ディビシオンのデポルティーボ・アラベスに移籍し、2004-05シーズンは39試合に出場して16得点を挙げる活躍を見せ、やはり初年度にプリメーラ・ディビシオン昇格を果たした。
2006年夏、デポルティーボ・ラ・コルーニャに移籍した。前十字靭帯を負傷し、2006-07シーズンと2007-08シーズンは4番手のフォワード扱いだったが、2008年12月には2週間で3得点（UEFAカップのASナンシー戦での1点、リーグ戦のヘタフェCF戦での2点）を挙げる活躍を見せた。2009-10シーズンは15試合（フル出場なし）に出場して無得点に終わり、33歳となったボディポは2010年夏にルーマニア・リーガ1のFCヴァスルイにレンタル移籍したが、海外生活に馴染めず、わずか1ヶ月後には契約を破棄してスペインに戻り、セグンダ・ディビシオンのエルチェCFにレンタル移籍した。

### 代表
26歳の時、2006 FIFAワールドカップ・アフリカ1次予選のトーゴ戦で赤道ギニア代表デビューした。ハビエル・バルボアやベンハミン・サランドーナらと共にプレーしている。

### 代表での得点
| #  | 日時           | 場所         | 相手         | スコア | 結果 | 大会                                  |
| -- | -------------- | ------------ | ------------ | ------ | ---- | ------------------------------------- |
| 1. | 2006年3月29日  | マラボ       | ベナン       | 1–0    | 2–0  | 親善試合                              |
| 2. | 2006年9月3日   | マラボ       | リベリア     | 2–1    | 2–1  | アフリカネイションズカップ2008予選    |
| 3. | 2007年11月21日 | マラボ       | ニジェール   | 1–1    | 1–1  | 親善試合                              |
| 4. | 2008年9月6日   | フリータウン | シエラレオネ | 2–1    | 2-1  | 2010 FIFAワールドカップ・アフリカ予選 |
| 5. | 2011年8月10日  | リスボン     | ギニアビサウ | 4-1    | 4-1  | 親善試合                              |